# León de Asís

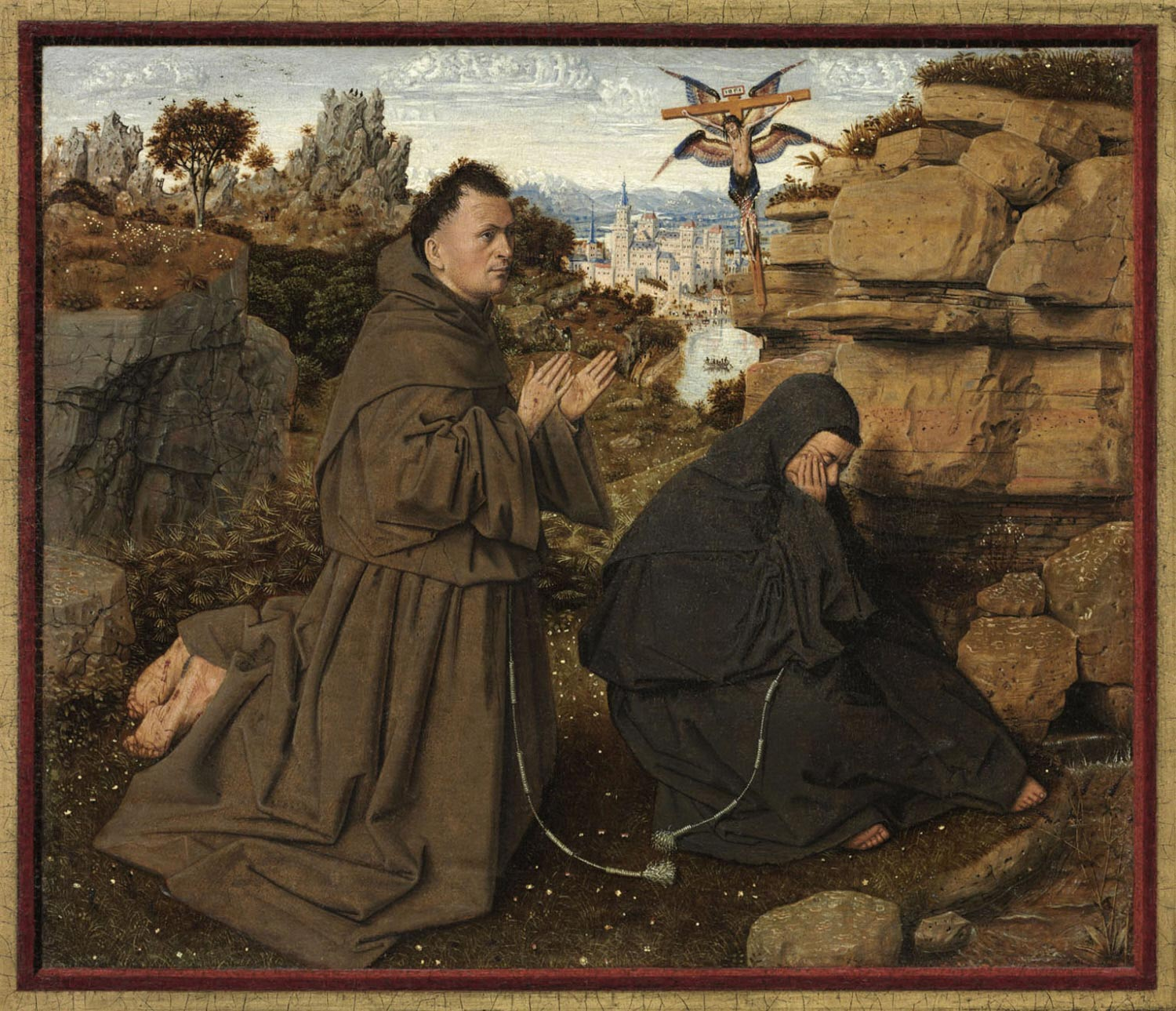
San Francisco de Asís recibiendo los Estigmas, atribuido a Jan van Eyck, c. 1430-32, Museo de Arte de Filadelfia. El hermano Leo se agacha a la derecha.

El Hermano León, o Fray León de Asís (fallecido en Asís, 15 de noviembre de 1271), fue el discípulo favorito, secretario y confesor de Francisco de Asís. 

## Biografía
Las fechas de su nacimiento y de su conversión en franciscano se desconocen; pero fue uno de los compañeros más confiables del santo durante sus últimos años. Era nativo de Asís y fue uno de los primeros compañeros de Francisco, siendo su secretario y confesor.
Después de la muerte de Francisco, León tuvo un importante papel en la oposición a Elías de Cortona. Fue León quien rompió en pedazos la caja de mármol que Elías había establecido para ofrendas para la finalización de la basílica en Asís. Por esto Elías le había azotado, y esta afrenta al discípulo preferido de San Francisco consolidó la oposición a Elías. León era el líder en las primeras etapas de la lucha en la orden para el mantenimiento de las ideas de San Francisco.
Un libro que a veces se atribuye a León, es el Speculum perfectionis (El Espejo de Perfección), probablemente recopilado después de su muerte, basado en las historias que contó y en sus escritos.
Un pequeño volumen de sus escritos ha sido publicado por Lemmeus (Scripta fratris Leonis, 1901). León asistió al lecho de muerte de Clara de Asís, en 1253; después de haber sufrido muchas persecuciones desde el partido dominante en la orden. Murió en Porciúncula, y sus restos están enterrados en la Basílica de San Francisco.
Mucho de lo que se sabe sobre él está recogido por Paul Sabatier en la "Introducción" del Speculum perfectionis (1898).

## En la literatura
El Hermano León aparece de manera prominente en las novelas de Nikos Kazantzakis: San Francisco, o El pobrecillo de Dios. En este último libro, León es retratado como un compañero de Francisco. Es absolutamente fiel y firme, sin embargo, lucha contra sus propios defectos, mientras sigue a Francisco.